# Molly Moon y el misterio mutante
Molly Moon y el misterio mutante es el quinto libro de la serie Molly Moon, escrita por Georgia Byng.

## Argumento
Molly y Micky, tras volver del futuro, llevan dos semanas tranquilas en Briersville Park junto con sus padres (Primo Cell y Lucy Logan) y sus amigos Rocky, Ojas y Forest. Sus padres deciden que deben pasar una época más normal, libre de aventuras hipnóticas, y para esto contratan a una profesora, Miss Hunroe. Esta se los lleva a Londres con ánimo de realizar una excursión de cultura. Allí conocen a sus amigas y descubren que realmente son hipnotistas. Miss Hunroe y el resto les hablan a Molly y a Micky de Mr. Black, un malvado que se quiere apoderar del Volumen II del libro del hipnotismo para controlar el arte de la transfiguración.
Sin embargo, Molly y Micky, tras aprender a transfigurarse, descubrirán que Mr. Black no es malvado y que los verdaderos planes de Miss Hunroe son conseguir el libro para poder controlar el clima y destruir a la población mundial.
Mientras, CA2 observa a Molly convencido de que es una extraterrestre...

## Personajes

### Personajes principales
- Molly Moon
- Micky Minus
- Rocky Scarlet
- Pétula
- Miss Hunroe

### Personajes secundarios
- Lucy Logan
- CA2 (Malcolm Tixley)
- Theobald Black
- Lily Black
- Compinches de Miss Hunroe: Miss Suzette, Miss Oakkton, Miss Teriyaki y Miss Speal